# Sulfacija
Sulfacija ili sulfurilacija (što ne treba mešati sa sulfonacijom) u biohemiji je enzimski katalizovana kougacija sulfo grupe (ne sulfata ili sulfuril grupe) sa drugim molekulom. Ovu biotransformaciju posreduje sulfotransferaza pri čemu se sulfo grupa prenosi sa donorskog supstrata, obično 3'-fosfoadenozin-5'-fosfosulfata (PAPS), na hidroksil ili amin supstrata. Sulfacija se javlja u raznim biološkim procesima, uključujući detoksifikaciju, regulaciju hormona, molekularno prepoznavanje, ćelijsku signalizaciju, i virusni ulaz u ćelije. Ona je među reakcijama faze II metabolizma lekova, i često je efektivna u pretvaranju ksenobiotika u manje aktivnu formu sa farmakološke i toksikološke perspektive, mada ponekad igra ulogu u aktivaciji ksenobiotika (npr. aromatičnih amina, metil-supstituisanih policikličnih aromatičnih ugljovodonika). Još jedan primer biološke sulfacije je sinteza sulfoniranih glikozaminoglikana, kao što su heparin, heparan sulfat, hondroitin sulfat, i dermatan sulfat. Sulfacija je isto tako jedna od mogućih posttranslacionih modifikacija proteina.

## Literatura
- Moore KL (2003). „The biology and enzymology of protein tyrosine O-sulfation”. J. Biol. Chem. 278 (27): 24243—6. PMID 12730193. doi:10.1074/jbc.R300008200. Архивирано из оригинала 16. 03. 2008. г. Приступљено 06. 05. 2018.
- Hoffhines AJ; Damoc, E; Bridges, KG; Leary, JA; Moore, KL (2006). „Detection and purification of tyrosine-sulfated proteins using a novel anti-sulfotyrosine monoclonal antibody.”. J. Biol. Chem. 281 (49): 37877—87. PMC 1764208 . PMID 17046811. doi:10.1074/jbc.M609398200.